# Rasclet capbrú
El rasclet capbrú (Rufirallus castaneiceps) és una espècie d'ocell de la família dels ràl·lids (Rallidae), que viu a les terres baixes fins als 1500 m, pel vessant oriental dels Andes, des del sud-est de Colòmbia fins al nord de Bolívia.
Segons la classificació del IOC (versió 2.4, 2010), és l'única espècie del gènere Anurolimnas, però tradicionalment també s'incloïen en aquest gènere, A. viridis i A. fasciatus, que el IOC inclou a Laterallus.

## Llistat de subespècies
Se n'han descrit dues subespècies:
- A. c. castaneiceps (Sclater,PL et Salvin) 1869
- A. c. coccineipes Olson 1973